# Agatsch
Der Agatsch (Agasch) war ein Längen- und Wegemaß und war auch Grundlage für ein Flächenmaß.

## Türkisch

### 1. Maß
Als türkisches Maß war es eine türkische Meile mit zwei verschiedenen Längen.
- 1 Agatsch = 5334 Meter

Auf  1 Längengrad am Äquator bezogen waren es 20 5⁄6 Agatsch.

### 2. Maß
- 1 Agatsch/Farsang/Parasange = 3 Berri = 5001 Meter
- 1 Berry = 1667 Meter (auch 1475,576 Meter[1]) galt ebenfalls als türkische Meile

Auf den 1 Längengrad am Äquator bezogen waren es 20,257 Agatsch.

### Feldmaß
- 1 Quadrat-Agatsch = 25,010001 Quadratkilometer
- 1 Quadratkilometer  = 0,399840 Quadrat-Agatsch
- 1 Quadrat-Berri = 2,778889 Quadratkilometer

## Russisch
Als russisches Maß rechnete man 7 Werst für einen Agatsch, das entsprach  der Wegeslänge mit dem Ritt eines Pferdes in der Stunde. 
Als Feldmaß galt für die Steuerfestlegung für Maulbeerbaumgärten der Quadrat-Arschin 
- 3600 Quadrat-Arschin = 5623 Quadrat-Arschin (russische) = 625 Quadrat-Saschen (russische) = 0,2604 Dessätin (russische) = 28,45 Aren (französische)